# Pedro Eugenio Aramburu
Pedro Eugenio Aramburu Cilveti (1903-1970), militar i polític argentí, va ser president de facto de l'Argentina. Va ser la primera víctima dels Montoneros, grup armat del peronisme, que el van segrestar i assassinar el 1970.